# Adolfo I, conte di Mark
Adolfo I di Mark in tedesco: Adolf I. von der Mark (1192 circa – 28 giugno 1249) fu conte di Altena, che dopo l'ampliamento dei suoi domini assunse il titolo di conte di Mark, dal 1199 alla sua morte.

## Origine
Secondo la Chronica Comitum de Marka, Adolfo era il figlio primogenito del conte della contea di Altena, Federico I e della moglie,  Alveradis di Krieckenbeck, citata dal figlio, Adolfo nel documento nº 72 del Westfälisches Urkundenburch Band III(mater mea Alveradis);  secondo le Europäische Stammtafeln XVIII, 3 (non consultate), era figlia di Raniero di Krieckenbeck.

Secondo la Chronica Comitum de Marka, Federico I di Altena era il figlio secondogenito del primo conte della contea di Altena, Eberardo I e della moglie, Adelaide di Amsberg, come viene confermato dalle Europäische Stammtafeln VI, 3 (non consultate), che ancora  secondo le Europäische Stammtafeln VIII, 37 (non consultate), era figlia del conte Goffredo di Amsberg e della moglie Ida di Amsberg.

## Biografia
Suo padre, Federico era succeduto al padre Eberardo, assieme al fratello, Arnoldo, con cui divise la contea di Altena, come ci viene confermato dalla Chronica Comitum de Marka: ad Arnoldo era toccata la zona nord con le città di Hattingen ed Essen e il castello di Isenberg sul Ruhr, mentre Federico aveva ottenuto la proprietà meridionale con il castello di Altena, come ci conferma anche Allgemeine Deutsche Biographie.
Suo padre, Federico, morì tra il 1198 ed il 1199, quando Adolfo era ancora bambino (Adolfus puer); il documento n° DLXXXIII del Regesta historiæ Westfaliæ, datato 1199, ne attesta la morte: il fratello, Adolfo (Adulphus dei gratia Sancte Coloniensis ecclesie Archyepiscopus) lo cita come defunto (frater meus beate memorie comes Fridericus) e fu sepolto nel monastero di Cappenberg a Selm, come viene confermato dal documento nº 62 del Westfälisches Urkundenburch Band III, datato 1210, (patris nostri Friderici comitis de Altena, qui ibidem sepultus), inerente ad una donazione del figlio Adolfo (Graf Adolf von Altena) al monastero di Cappenberg (kl. Kappenberg).
Dopo la morte di Federico, la contea di Altena continuò ad essere divisa, in quanto a Federico succedette il figlio primogenito, Adolfo, come ci viene confermato dal documento nº 14 del Westfälisches Urkundenburch Band VII, datato 1202, inerente ad una donazione dell'arcivescovo Adolfo, in cui vengono citati come testimoni, sia il fratello, Arnoldo col figlio primogenito, Eberardo, ed il piccolo Adolfo (Arnoldus et Everhardus filius eius comites de Althena, Adolfus puer).
Nel documento n° DLXXXIII del Regesta historiæ Westfaliæ, band II, datato 1199, inerente ad una donazione dello zio, Adolfo, arcivescovo di Colonia (Adulphus dei gratia Sancte Coloniensis ecclesie Archyepiscopus), Adolfo viene citato come conte di Altena (Adolphus comes de Altena), quando suo padre era già morto Federico (frater meus beate memorie comes Fridericus) consente.
Secondo la Chronica Comitum de Marka, suo zio, Arnoldo, morì nel 1205, e, sempre secondo la Chronica Comitum de Marka, ad Arnoldo (sempre erroneamente citato come Evherardus) succedette il figlio, Federico, passato alla storia come Federico di Isenberg.
Suo cugino, Federico, nel 1225, uccise l'arcivescovo di Colonia e conte di Berg, Engelberto, dopo che era stato portato in tribunale, con l'accusa di furto dallo stesso Engelberto, un loro cugino. 

Engelberto fu ucciso mentre ritornava con Federico a Colonia da Soest, dove avevano partecipato a un'udienza giudiziaria; la morte di Engelberto viene citata negli Annales Spirenses e nella Chronica Minor Auctore Minorita Erphordiensi, in cui viene citato anche il nome di Federico di Isenberg, ed infine riportata per esteso dalla Chronica Albrici Monachi Trium Fontium; anche la Chronica Comitum de Marka, riporta l'avvenimento, riferendo che Federico fu aiutato dai fratelli, Teodorico, vescovo di Münster, e Engelberto, vescovo di Osnabrück, spinti dal cognato di Federico, Enrico, erede del ducato di Limburgo.
La Chronica Comitum de Marka, riporta che Federico fu scomunicato e, sia l'imperatore, Federico II di Svevia, che il re dei Romani, Enrico, condannarono l'omicidio e privarono Federico ed i suoi eredi dei titoli e occuparono tutti i suoi domini, distruggendo il castello di Isemberg.

Secondo la Allgemeine Deutsche Biographie, quando il cugino, Adolfo, seppe della confisca dei beni di Federico ne approfittò per ampliare la sua parte della contea di Altena, cominciando a prendere la denominazione di Contea di Mark.

Il documento nº 415 del Westfälisches Urkunden-Buch, band VII, nel 1233 viene citato come conte di Marca (Adolfus comes in Marca).
Il cugino, Teodorico di Altena, figlio di Federico di Isenberg, con l'aiuto dello zio, Enrico IV, duca di Limburgo e conte di Berg cercò di riconquistare parte dei domini paterni e, secondo il documento n° CLX della Histoire du Limbourg, vol VI: Codex diplomaticus Valkenburgensis., datato 1242, Teodorico si era riconosciuto vassallo dello zio, Enrico IV.
Nel 1243, secondo il documento n° CLX della Histoire du Limbourg, vol VI: Codex diplomaticus Valkenburgensis., Teodorico e lo zio Enrico IV, misero fine alla guerra e fecero la pace con Adolfo I, conte di Mark.
Adolfo morì nel 1249; secondo la Chronica Comitum de Marka, Adolfo (comes de Marka Adulphus) morì alla vigilia della festa dei ss. Pietro e Paolo (in vigilia sanctorum Petri et Pauli) e gli succedette il figlio, Engelberto (Engelbertus comes, eius filius).

## Matrimoni e discendenza
Adolfo, in gioventù aveva sposato Liutgarda, di cui non si conoscono gli ascendenti (forse discendente dai Conti di Loon); il matrimonio viene confermato col documenti nº 62 del Westfälisches Urkundenburch Band III.

Adolfo da Liutgarda non ebbe discendenza.
Adolfo, in seconde nozze, come ci conferma la Chronica Comitum de Marka, aveva sposato Ermengarda di Gheldria, sorella del  conte di Gheldria, Gerardo III, quindi figlia del conte di Gheldria, Ottone I e di Riccarda, figlia del conte di Jülich (graven docter van Gullick toe wiue, Richgerda), Ottone I di Baviera (Otto dictus de Schiren), come ci viene confermato dalla Genealogia Ottonis II Ducis Bavariæ et Agnetis Ducissæ, che divenne duca di Baviera e generò cinque figlie, di cui una sposò Ottone I di Gheldria (Otto comes de Gelre) e di Agnese di Looz

Adolfo da Ermengarda ebbe cinque figli: 
- Eberardo ( †  1241), morto in un torneo a Neus[21];
- Ottone[21] ( †  1262), aveva scelto la carriera clericale, ma alla morte del padre, reclamò una parte di eredità[24];
- Engelberto[21] ( †  1277), conte di Mark[25];
- Gerardo[21] ( †  1272), vescovo di Münster[26];
- Riccarda ( †  dopo il 1270), che aveva sposato Ottone conte di Dale[27].

## Ascendenza
|                           |   |                           | Genitori                    |  |  | Nonni |  |  | Bisnonni          |  |  | Trisnonni        |  |
|                           |   |                           |                             |  |  |       |  |  | Adolfo II di Berg |  |  | Adolfo I di Berg |  |
|                           |   |                           |                             |  |  |       |  |  | Adolfo II di Berg |  |  | Adolfo I di Berg |  |
|                           |   | Adelaide di Lauffen       |                             |  |  |       |  |  | Adolfo II di Berg |  |  |                  |  |
| Eberardo I di Berg        |   |                           |                             |  |  |       |  |  | Adolfo II di Berg |  |  |                  |  |
|                           |   | Irmgarda di Schwarzenburg | Engelberto di Schwarzenburg |  |  |       |  |  |                   |  |  |                  |  |
|                           |   | Irmgarda di Schwarzenburg | Engelberto di Schwarzenburg |  |  |       |  |  |                   |  |  |                  |  |
|                           |   | Irmgarda di Schwarzenburg | …                           |  |  |       |  |  |                   |  |  |                  |  |
| Federico I di Altena      |   | Irmgarda di Schwarzenburg |                             |  |  |       |  |  |                   |  |  |                  |  |
|                           |   | Goffredo di Amsberg       | …                           |  |  |       |  |  |                   |  |  |                  |  |
|                           |   | Goffredo di Amsberg       | …                           |  |  |       |  |  |                   |  |  |                  |  |
|                           |   | Goffredo di Amsberg       | …                           |  |  |       |  |  |                   |  |  |                  |  |
| Adelaide di Amsberg       |   | Goffredo di Amsberg       |                             |  |  |       |  |  |                   |  |  |                  |  |
|                           |   | Ida di Amsberg            | …                           |  |  |       |  |  |                   |  |  |                  |  |
|                           |   | Ida di Amsberg            | …                           |  |  |       |  |  |                   |  |  |                  |  |
|                           |   | Ida di Amsberg            | …                           |  |  |       |  |  |                   |  |  |                  |  |
| Adolfo I di Mark          |   | Ida di Amsberg            |                             |  |  |       |  |  |                   |  |  |                  |  |
|                           | … | …                         |                             |  |  |       |  |  |                   |  |  |                  |  |
|                           | … | …                         |                             |  |  |       |  |  |                   |  |  |                  |  |
|                           | … | …                         |                             |  |  |       |  |  |                   |  |  |                  |  |
| Raniero di Krieckenbeck   | … |                           |                             |  |  |       |  |  |                   |  |  |                  |  |
|                           |   | …                         | …                           |  |  |       |  |  |                   |  |  |                  |  |
|                           |   | …                         | …                           |  |  |       |  |  |                   |  |  |                  |  |
|                           |   | …                         | …                           |  |  |       |  |  |                   |  |  |                  |  |
| Alveradis di Krieckenbeck |   | …                         |                             |  |  |       |  |  |                   |  |  |                  |  |
|                           |   | …                         | …                           |  |  |       |  |  |                   |  |  |                  |  |
|                           |   | …                         | …                           |  |  |       |  |  |                   |  |  |                  |  |
|                           |   | …                         | …                           |  |  |       |  |  |                   |  |  |                  |  |
| …                         |   | …                         |                             |  |  |       |  |  |                   |  |  |                  |  |
|                           |   | …                         | …                           |  |  |       |  |  |                   |  |  |                  |  |
|                           |   | …                         | …                           |  |  |       |  |  |                   |  |  |                  |  |
|                           |   | …                         | …                           |  |  |       |  |  |                   |  |  |                  |  |
|                           |   | …                         |                             |  |  |       |  |  |                   |  |  |                  |  |

### Fonti primarie
- (LA)  Urkundenbuch für die Geschichte des Niederrheins, Volume 2.
- (LA)  Monumenta Germaniae Historica, tomus XVII.
- (LA)  Monumenta Germaniae Historica, tomus XXIII.
- (LA)  Monumenta Germaniae Historica, tomus XXIV.
- (LA)  Westfälisches Urkunden-Buch, band VII.
- (LA)  Monumenta Germaniae Historica, Scriptores rerum Germanicarum, Nova series, tomus VI.
- (LA)  Regesta Historiae Westfaliae.
- (LA)  Die Urkunden des Bisthums Münster von 1201-1300, band III.

### Letteratura storiografica
- (DE)  Eberhard I. (Graf von Altena und Mark), da Allgemeine Deutsche Biographie
- (LA)  Histoire du Limbourg, vol VI: Codex diplomaticus Valkenburgensis.
- (LA)  (DE)  Levold's von Northof Chronik der Grafen von der Mark und der Erzbischöfe.
- (NL)  Kronijk van Arent toe Bocop.